# フリードリヒ・エンゲルス衛兵連隊
フリードリヒ・エンゲルス衛兵連隊（ドイツ語: Wachregiment „Friedrich Engels“）、または第1衛兵連隊（ドイツ語: Wachregiment 1, WR-1）とは、国家人民軍地上軍（東ドイツ陸軍）が有した連隊の1つ。

## 概要
1962年、国防大臣による92/62号命令に基づき、フーゴー・エーバーライン衛兵連隊から分離する形で設立される。「フリードリヒ・エンゲルス」の称号が与えられたのは1980年とされており、これに合わせて袖章の刺繍なども修正されている。当時のベルリンは依然として連合軍の分割統治下にあり、東西両ドイツ軍とも駐留が認められていなかった為、衛兵連隊は形式的にソ連軍都市司令部に属する部隊として活動していた。1990年、東独崩壊に伴い連隊は解散した。兵員及び装備の一部は連邦軍東部司令部に引き継がれた。通常の地上軍将兵と同様の制服を着用し、左袖には「WACHREGIMENT FRIEDRICH ENGELS」の文字が刺繍された袖章を縫い付ける。

## 任務と展開

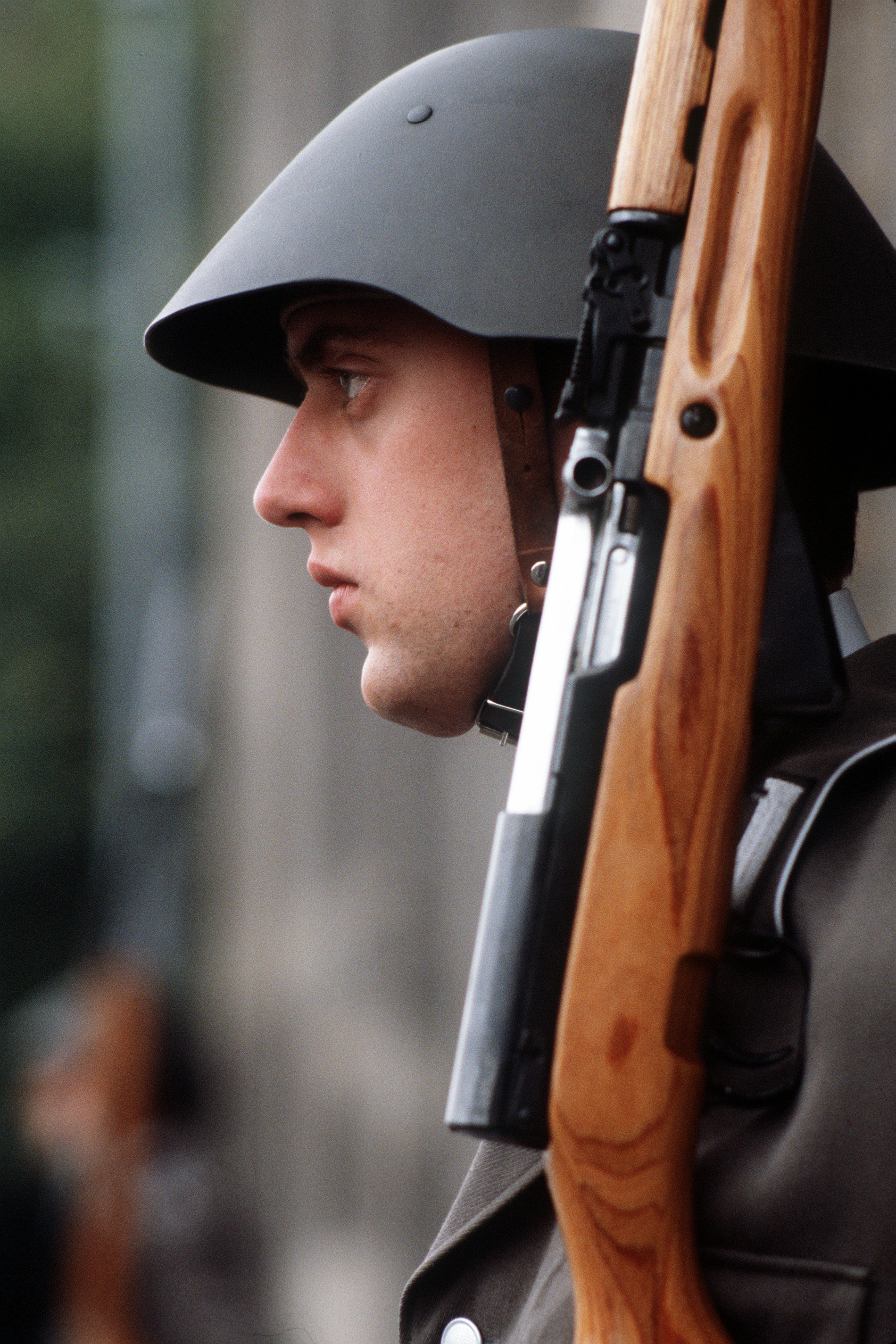

衛兵連隊はドイツ民主共和国国防省(MfNV)直属部隊であり、1986年以降はベルリン・クプファーグラーベン1丁目のフリードリヒ・エンゲルス兵舎に駐屯した。連隊に課せられた主要な任務は、ドイツ民主共和国首都たる東ベルリンにおいて、国家人民軍が有する各種軍事施設を防衛することである。とりわけ、ソ連軍都市司令部(Stadtkommandantur)、東独国防省、国家人民軍諜報部庁舎などが主要な防衛対象と定められていた。
衛兵連隊は7個中隊によって編成されていた。

### 儀仗兵中隊(Ehrenkompanien)
衛兵連隊のうち3個中隊は国家人民軍の儀仗兵部隊として、ベルリンにおける様々な式典や国賓の護衛を務めた。また、旧軍の伝統を受け継ぎ、毎週水曜日・土曜日の14時30分にノイエ・ヴァッヘ（当時の名称は「ファシズムと軍国主義の犠牲者のための追悼所」）で行われた衛兵交代式は「大衛兵交代式」(Großer Wachaufzug)と呼ばれ、東ベルリンの名物となっていた。

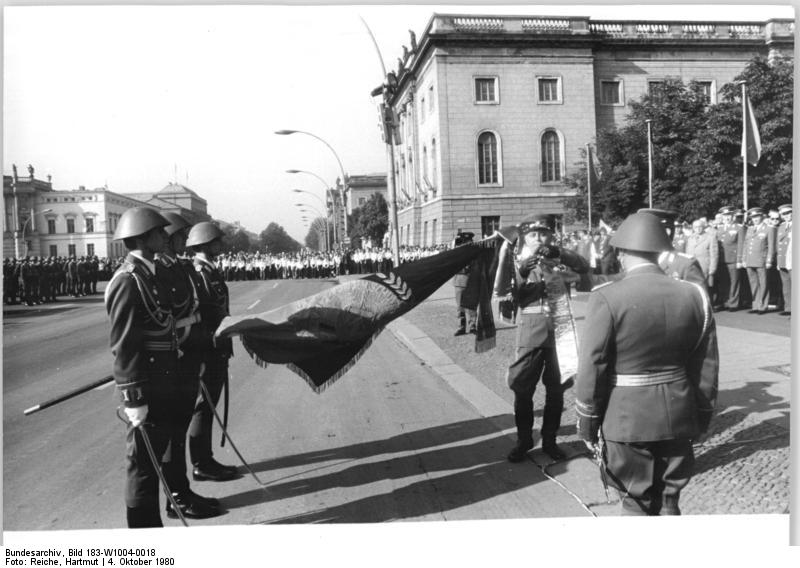
新たな連隊旗の授与式。これによって連隊に「フリードリヒ・エンゲルス」の名が捧げられた。(1980年10月4日)
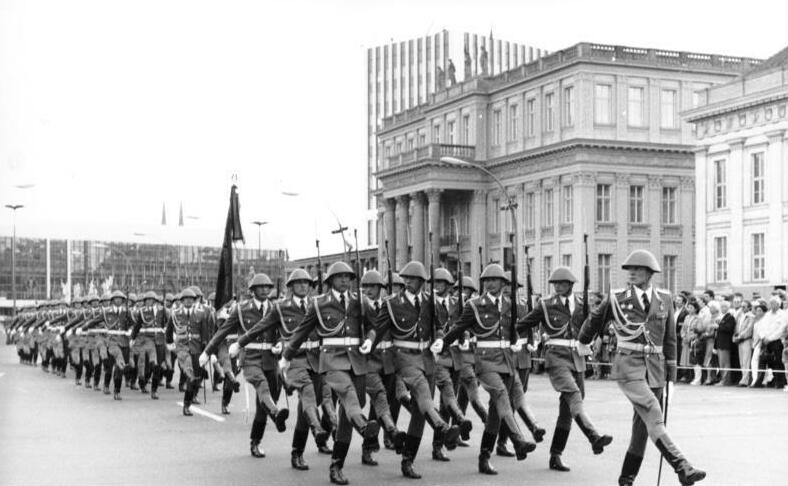
戦勝40周年記念式典。KarS小銃とサーベルは衛兵連隊の象徴でもあった。(1985年5月8日)
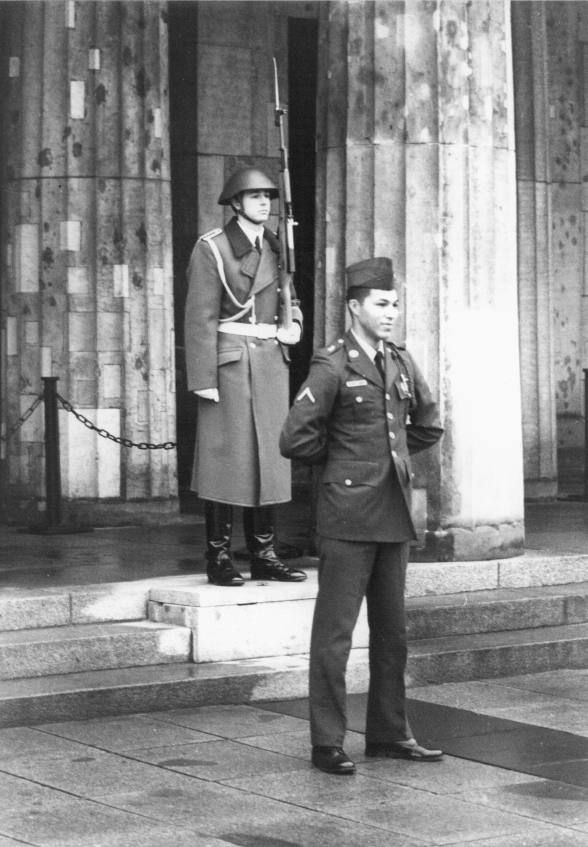
ノイエ・ヴァッヘ前で衛兵と共に記念撮影するアメリカ陸軍の兵士。(1985年)
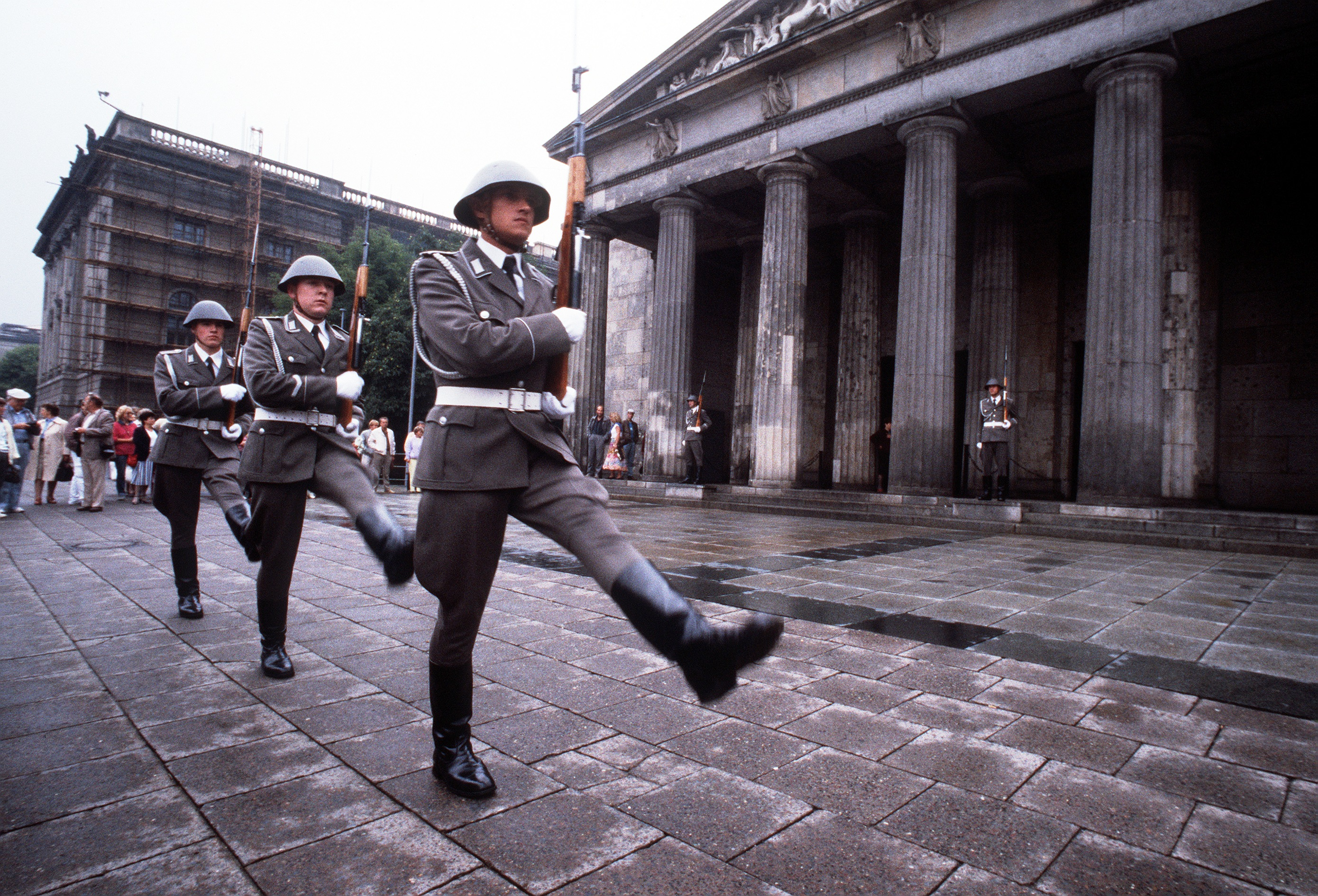
衛兵交代式の様子。一時間の立哨を終えて下番する衛兵。中央は衛兵交代を指揮する下士官である。(1989年1月26日)
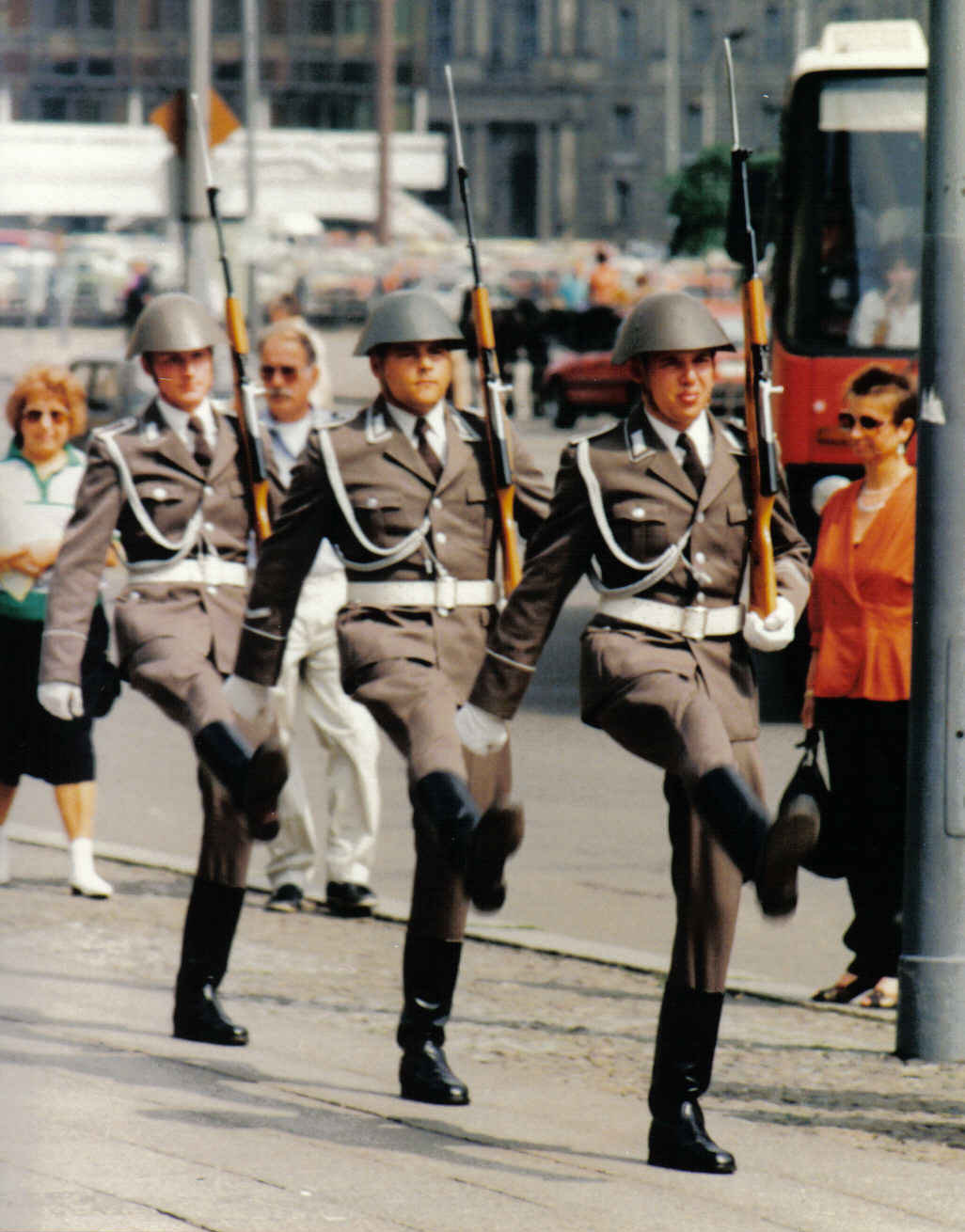
衛兵交代式の様子。上番する衛兵。(1990年夏ごろ)
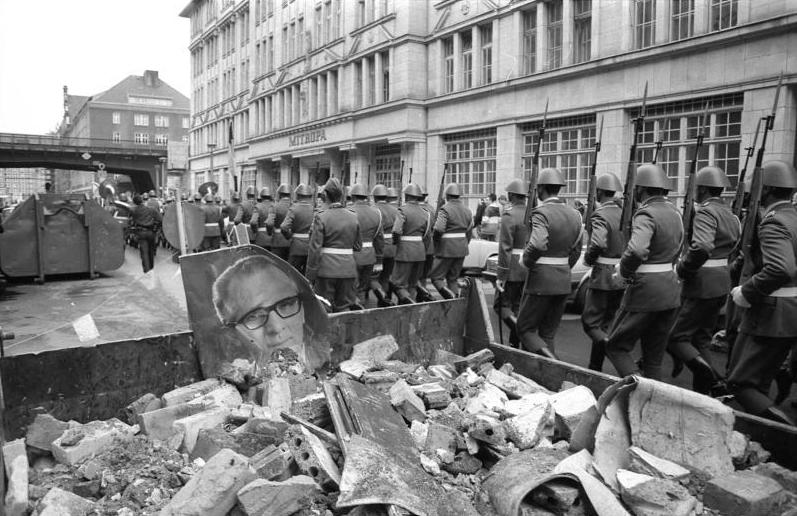
統一直前、瓦礫と共に打ち捨てられたホーネッカー議長の肖像画の前を通り過ぎ、最後の大衛兵交代式へ向かう衛兵連隊の将兵。(1990年9月26日)

### 衛兵中隊(Wachkompanien)
衛兵連隊のうち4個中隊は後方保安及び支援任務を担っており、またそのうちの3個中隊は徴集兵及び予備役兵によって編成されていた。